# 郭台強
郭台強（1953年6月16日—），台灣企業家，現任正崴公司和中影公司董事長。臺北縣板橋鎮（今新北市板橋區）人。

## 生平
郭台強生於臺北縣板橋鎮，為鴻海集團創辦人郭台銘二弟。
台北市立建國高級中學補校畢業、國立中興大學台北夜間部（今國立臺北大學進修推廣部）法律學士。1975年，郭台強大學畢業後進入鴻海工作長達22年，曾擔任鴻海總經理。
1988年，郭台銘將鴻海總經理職務交付給郭台強，前往美國拓展業務。
1997年，郭台銘回國就任鴻海總經理，郭台強卸下鴻海總經理，進而決定以鴻海股票換成正崴精密的股票，轉任正崴的董事長；正崴精密由方正於1986年創立，鴻海是正崴的大股東，並共用鴻海土城的廠房。郭台強將鴻海內部Cable纜線部門併入正崴。正崴早期被視為鴻海集團成員。
2009年，郭台銘取得晶實科技51%股權，擁有「Studio A」蘋果專賣店；同年，郭台強投資入主中影公司。正崴集團逐漸成形。

## 榮譽
2014年獲第十四屆國立臺北大學傑出校友。

## 家庭
妻子羅玉珍，育有二女一子。